# Tricoceps albescens
Tricoceps albescens är en insektsart som beskrevs av William D. Funkhouser 1935. Tricoceps albescens ingår i släktet Tricoceps och familjen hornstritar. Inga underarter finns listade i Catalogue of Life.